# 錢立 (明朝)
錢立（1531年—？），字守禮，號卓菴，浙江杭州府仁和縣人，匠籍，明朝政治人物。

## 生平
嘉靖三十七年（1558年）戊午科浙江鄉試第二十一名舉人。嘉靖四十四年（1565年）中式乙丑科會試第三百五十六名，二甲第二十六名進士。刑部观政，本年八月授刑部主事，當時海瑞因言事繫獄，錢立前去探望，得以無恙。四十五年八月調兵部，隆慶元年（1567年）给假送父归乡。二年十月復除工部，六年七月添注本部。萬曆元年（1573年）四月升员外郎，八月升郎中，二年二月出京知太平府，首築蕪湖城，任內廣興學校，寒暑不輟，治聲籍甚。六年（1578年）四月升广西按察司副使，七年五月以病致仕。

## 家族
曾祖錢毓；祖父錢文；父錢銳，累赠知府；母余氏，累赠恭人。兄钱本、弟钱在。子钱养廉、孫钱喜起，皆为进士。